# Villa del Balbiano
La Villa del Balbiano, nota anche come Villa Giovio Balbiano o, più semplicemente, come Villa Balbiano, è una storica residenza di Ossuccio, nel territorio comunale di Tremezzina, sul lago di Como.

## Storia e descrizione
La villa si trova in località Isola, ed è il risultato di numerose ristrutturazioni apportate a quello che era il cosiddetto pretorio della Pieve d'Isola, palazzo quattrocentesco che attorno alla metà del XVI secolo era stato devastato da un'alluvione. Nel corso dei secoli, la villa fu oggetto di numerosi passaggi di proprietà che, per più di una volta, ebbero come protagonista un esponente dei Giovio, famiglia che probabilmente era già in possesso del primitivo edificio plebano.
Dai Giovio, la villa fu in un primo tempo venduta al cardinale Tolomeo Gallio (1596), che dai precedenti proprietari ottenne anche una serie di disegni che la stessa famiglia aveva commissionato a Pellegrino Tibaldi, in vista di una futura ristrutturazione. Il cardinale, che nel 1586 aveva ottenuto la contea delle "Tre Pievi" (Gravedona, Sorico e Dongo), lasciò la villa all'omonimo nipote, Tolomeo Gallio duca D'Alvito. Quest'ultimo, facendo forse riferimento ai progetti del Tibaldi, diede il via a una campagna di rimaneggiamenti, i quali proseguirono anche quando la villa passò agli eredi del duca.
All'abate Marco Gallio (già commendatore della basilica di Sant'Abbondio) si devono invece gli interventi che, negli anni 1636-1638, interessarono le facciate e altri spazi esterni. Alla metà dello stesso secolo risale la realizzazione dell'esedra. I lavori di decorazione del salone di mezzo, affidati ai pittori comaschi Recchi, vennero invece eseguiti quarant'anni dopo il termine degli interventi riguardanti gli spazi esterni.
La villa rimase nelle mani dei Gallio fino all'ultimo quarto del Settecento, quando si registrarono una serie di cambi di proprietà. Il primo passaggio avvenne nel 1778, con la villa che passò dai Gallio ai Giovio. Nove anni più tardi fu la volta del cardinal Durini, che acquistò la proprietà da Giambattista Giovio e la trasformò nella sua nuova villa di delizie, trasferendovi il proprio celebrato cenacolo letterario e abbandonando le ville Mirabello e Mirabellino di Monza, da dove fece trasportare la sua ricca biblioteca e le sue collezioni d'arte. Sulla falsariga di queste ville monzesi, il cardinale Durini fece costruire Villa Balbianello sull'adiacente dosso di Lavedo, acquistato appositamente per questo scopo. La proprietà del Durini rappresentò il periodo di massimo splendore di Villa del Balbiano, che dopo la morte del cardinale passò di nuovo ai Giovio. 
Nel corso del XIX secolo, Villa del Balbiano versò a lungo in stato di abbandono, fino a quando la proprietà fu rilevata dagli industriali tedeschi Gessner (1872). A questi ultimi si deve la riconversione della sala da ballo dell'ala ovest dell'edificio in una filanda, distrutta nel 1930.
Un restauro della villa commissionato dal monacense Hermann Hartlaub allo svizzero Vuillomenet, fu svolto dopo la seconda guerra mondiale. I lavori di restauro riguardarono anche il giardino della villa (che era già spianato nel corso del XVII secolo), nel quale venne ripristinato un giardino formale e vennero piantumati alberi e sempreverdi come la osmanthus fragrans.
Nel 1980 la villa divenne proprietà della famiglia di industriali tessili Canepa, nelle mani dei quali rimase per oltre trent'anni, fino a quando nel 2011 fu rilevata da un'immobiliarista russa.
Dopo esser stata adibita a sede per eventi di lusso - tra cui le nozze di Elettra Lamborghini - nel 2021 la Villa del Balbiano è stata utilizzata per le riprese del film House of Gucci, diretto da Ridley Scott.